# آته‌ویردین
آته‌ویردین (به انگلیسی: Atevirdine) با فرمول شیمیایی C21H25N5O2 یک ترکیب شیمیایی با شناسه پاب‌کم 67519 است. که جرم مولی آن ۳۷۹٫۴۶ گرم بر مول می‌باشد. 